# James Root
Pour les articles homonymes, voir Root.
James Root, né le 2 octobre 1971, est l'un des deux guitaristes du groupe de metal Slipknot. Il était aussi guitariste du groupe de metal Stone Sour (où Corey Taylor, autre membre de Slipknot, y assure la fonction de chanteur). Au sein de ces deux groupes, il alterne les rôles de soliste et de guitariste rythmique. Il est le numéro 4 de Slipknot et est surnommé « The Peach » ou plus fréquemment « Jim ».

## Biographie
Adolescent, James passe une grande partie de son temps à jouer de la guitare, seul dans sa chambre, après avoir appris quelques bases. Avant de rejoindre Slipknot et connaître le succès, James fut sérigraphe, serveur et plongeur dans un restaurant. Il ne sait pas lire une partition musicale, mais cela ne l'empêchera pas quelques années plus tard d’intégrer les groupes Atomic Opera et Deadfront, jusqu’à ce que Corey Taylor lui demande en 1998, à la suite du départ du guitariste Josh Brainard, d'intégrer Slipknot. Il rejoint donc le groupe peu de temps avant la fin de l'enregistrement de l'album studio Slipknot.
À ses débuts au sein du groupe, James porte un masque de bouffon en cuir (masque qu'il a réussi à imposer) ; celui-ci étant trop inconfortable pour lui permettre de se concentrer sur son jeu lors des concerts, il choisit de changer de masque et adopte celui d'un bouffon démoniaque, censé représenter sa personnalité.
Entre autres, Jim a collaboré avec John 5 sur son album The Devil Knows My Name ainsi que sur le projet Roadrunner United jouant un solo de guitare sur la chanson Tired and Lonely. En 2002, Root rejoint son compère de Slipknot Corey Taylor dans un projet parallèle baptisé Stone Sour, groupe dans lequel il assure la fonction de guitariste, montrant une autre facette de son jeu avec un style différent de Slipknot, plus mélodique.
Stone Sour décide de renvoyer James le 17 mai 2014.

## Équipement
En juillet 2007, Fender réalise une guitare au nom de Root, la James Root Signature Fender Telecaster. Fin 2008, Fender annonce un nouveau modèle de guitare James Root, la guitare est une "Stratocaster Root signature" et, est disponible depuis 2010. Et en 2012 une Fender jazzmaster est réalisée pour lui à l'occasion de la tournée KnotFest. Cette Jazzmaster a été commercialisée à partir du 8 janvier 2014.

### Guitares

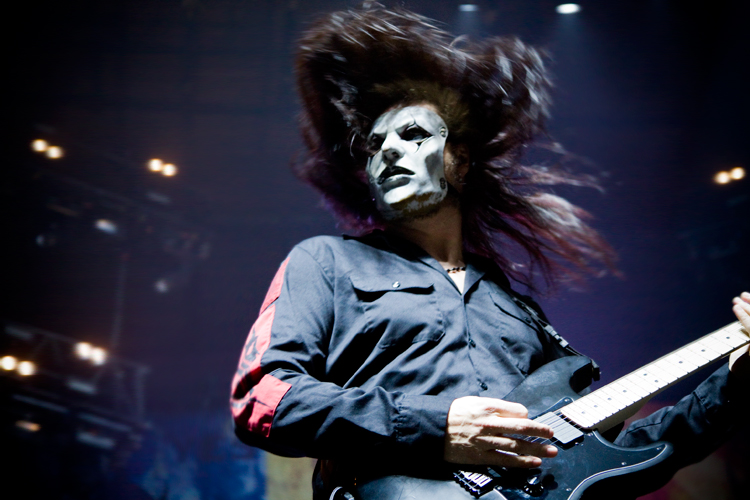
James Root à l'Allstate Arena en 2009.

- Fender Stratocaster Custom Classic Pro
- Fender Stratocaster David Gilmour Signature
- Gibson Flying-V
- Charvel San Dimas (clip Before I Forget)
- ESP Horizon (pour l'enregistrement de "Slipknot" )
- Jackson JD-R Pro Dinky Reverse
- Jackson SLP
- PRS Custom
- BC Rich

#### Signature
- Fender Jazzmaster Signature
- Fender Stratocaster Signature
- Fender Telecaster Signature
- Squier Telecaster Signature

Hors le modèle squier, Toutes ces signatures possèdent des EMG 81 (chevalet) & EMG 60 (manche), un potentiomètre de volume et des mécaniques à blocage.

### Effets
- Dunlop MXR Custom Comp
- Dunlop MXR GT-00
- Dunlop MXR Carbon Copy x2
- Electro-Harmonix Small Stone Nano
- Electro-Harmonix Micro POG
- BOSS Noise Supressor NS2
- GCX Switching Unit
- G-Lab True By-Pass Wah
- Dunlop Crybaby Jimi Hendrix Custom Shop
- Dunlop Rotovibe

### Amplificateurs
- 2 têtes d'ampli Orange Rockerverb 100 watts MkII

Les deux Orange alimentent :
- 4 cabinets Orange 412 (4x12)
- Un custom Iso-Cab avec un Celestion Vintage 30

## Discographie

### Avec Slipknot
- 1999 - Slipknot
- 2001 - Iowa
- 2004 - Vol. 3: (The Subliminal Verses)
- 2005 - 9.0: Live
- 2008 - All Hope is Gone
- 2014 - .5: The Gray Chapter
- 2019 - We Are Not Your Kind
- 2022 - The End, So Far

### Avec Stone Sour
- 2002 : Stone Sour
- 2006 : Come What(ever) May
- 2007 : Live in Moscow
- 2010 : Audio Secrecy
- 2012 : House of Gold and Bones - Part 1
- 2013 : House of Gold and Bones - Part 2

### Autres collaborations
- 2005 - Roadrunner United - The All-Stars Sessions (Roadrunner United)
- 2006 - The New Leader (DJ Starscream)
- 2007 - The Devil Knows My Name (John 5)